# Sydney Brenner
Sydney Brenner (Germiston, 13 gennaio 1927 – Singapore, 5 aprile 2019) è stato un biologo sudafricano, premio Nobel per la medicina per gli studi compiuti insieme a H. Robert Horvitz e John E. Sulston sulla regolazione genica cellulare e sull'apoptosi.

## Biografia
Figlio di genitori dell'Europa dell'Est emigrati in Sudafrica, dopo la laurea in medicina all'Università di Witwatersrand svolse attività di ricerca in biologia nel Regno Unito, negli Stati Uniti e in Sudafrica.